# Leptospermum multicaule
Leptospermum multicaule là một loài thực vật có hoa trong Họ Đào kim nương. Loài này được A.Cunn. mô tả khoa học đầu tiên năm 1825.